# Железнодорожная Казарма 250 км
Железнодоро́жная Каза́рма 250 км, 250 км — посёлок в Алтайском крае России. Входит в городской округ город Барнаул. Административно подчинён Лебяжинской сельской администрации, до 30.10.2020 Центральной поселковой администрации Центрального района города Барнаула.

## География
Расположен примерно в 15 км к юго-западу от Барнаула около ленточного бора и примыкает к посёлку Черницк, к микрорайону Благодатное.

## История
Посёлок возник благодаря строительству железнодорожной ветки Барнаул — Кулунда.

## Население
| 1997 | 1998 | 1999 | 2000 | 2001 | 2002 | 2003 | 2004 | 2005 |
| ---- | ---- | ---- | ---- | ---- | ---- | ---- | ---- | ---- |
| 33   | ↘31  | ↘30  | ↗35  | ↘29  | ↗34  | ↗39  | ↗41  | →41  |
| 2006 | 2007 | 2008 | 2009 | 2010 | 2011 | 2012 | 2013 |      |
| →41  | ↘39  | ↘35  | ↗39  | ↘31  | ↗34  | →34  | ↘33  |      |

Национальный состав
Согласно результатам переписи 2002 года, в национальной структуре населения русские составляли 94 % от 34 чел.

## Инфраструктура
Путевое хозяйство Западно-Сибирской железной дороги.
Все услуги жители остановочного пункта получают в ближайших населённых пунктах.

## Транспорт
250 км доступен автомобильным и железнодорожным транспортом.
Проходит автодорога Калманка — Новороманово — Лебяжье (Идентификационный номер 01 ОП РЗ 01К-59).